# Aleksei Kontsedalov
Bản mẫu:Eastern Slavic name
Aleksei Igorevich Kontsedalov (tiếng Nga: Алексе́й И́горевич Концеда́лов; sinh ngày 24 tháng 7 năm 1990) là một cầu thủ bóng đá người Nga. Anh thi đấu cho FC Avangard Kursk.

## Sự nghiệp câu lạc bộ
Anh ra mắt tại Giải bóng đá ngoại hạng Nga vào ngày 9 tháng 7 năm 2010 cho F.K. Krylia Sovetov Samara trong trận đấu với F.K. Rubin Kazan.

## Đời sống cá nhân
Anh trai của anh Roman Kontsedalov cũng là một cầu thủ bóng đá.

## Thống kê sự nghiệp
Tính đến 1 tháng 6 năm 2012
| Câu lạc bộ            | Div                 | Mùa giải            | Giải vô địch | Giải vô địch | Cúp     | Cúp       | Châu Âu | Châu Âu   | Tổng cộng | Tổng cộng |
| Câu lạc bộ            | Div                 | Mùa giải            | Số trận      | Bàn thắng    | Số trận | Bàn thắng | Số trận | Bàn thắng | Số trận   | Bàn thắng |
| --------------------- | ------------------- | ------------------- | ------------ | ------------ | ------- | --------- | ------- | --------- | --------- | --------- |
| Krylia Sovetov Samara | D1                  | 2010                | 2            | 0            | 0       | 0         | —       | —         | 2         | 0         |
| Krylia Sovetov Samara | D1                  | 2011–12             | 18           | 0            | 0       | 0         | —       | —         | 18        | 0         |
| Krylia Sovetov Samara | D1                  | 2012–13             | 0            | 0            | 0       | 0         | —       | —         | 0         | 0         |
| Krylia Sovetov Samara | Tổng cộng           | Tổng cộng           | 20           | 0            | 0       | 0         | 0       | 0         | 20        | 0         |
| Tổng cộng sự nghiệp   | Tổng cộng sự nghiệp | Tổng cộng sự nghiệp | 20           | 0            | 0       | 0         | 0       | 0         | 20        | 0         |